# 張雅萌
張雅萌（1973年1月28日—），中国女演员，擅長飾演小女人、庸懦婦孺等配角。曾在《干得漂亮》中飾演三姨太一角，演技備受肯定，2011年被監製提拔在孙俪、蔡少芬、陳建斌、蔣欣等兩岸三地演員主演的年度大劇《後宮甄嬛傳》中飾演齊妃一角，大獲好評，演技備受讚賞，愛子深切的演技更演得活靈活現。

## 作品

### 電視劇
| 年度   | 劇名                 | 角色     |
| 1999年 | 《红尘》             |          |
| 2003年 | 《希望的田野》       |          |
| 2011年 | 《利剑无锋》         |          |
| 2011年 | 《後宮甄嬛傳》       | 齊妃     |
| 2012年 | 《道高一尺》         | 党巍     |
| 2012年 | 《幹得漂亮》         | 三姨太   |
| 2012年 | 《摩登女婿》         | 胡小美   |
| 2012年 | 《楚漢傳奇》         | 雍齒情人 |
| 2012年 | 《利劍無鋒》         | 葛紅     |
| 2013年 | 《完美新娘》         | 庄雅绣   |
| 2014年 | 《宫锁连城》         | 如眉     |
| 2014年 | 《不一樣的美男子》   | 项欣澄   |
| 2014年 | 《神鵰俠侶》         | 武三娘   |
| 2014年 | 《我為宮狂2》        |          |
| 2015年 | 《失宠王妃之结缘》   | 孝慧皇后 |
| 2015年 | 《大汉情缘之云中歌》 | 霍顯     |
| 2015年 | 《班淑傳奇》         | 太王妃   |
| 2016年 | 《义道》             | 周翠喜   |
| 2020年 | 《锦绣南歌》         | 孫太妃   |

### 電影
| 年度   | 劇名           | 角色     |
| 2001年 | 《董鄂妃傳奇》 | 那拉貴妃 |
| 2011年 | 《布依姑娘》   | 张北雁   |
| 2013年 | 《宮鎖沉香》   | 惠妃     |